# Bell City (Misuri)
Bell City es una ciudad ubicada en el condado de Stoddard en el estado estadounidense de Misuri. En el Censo de 2010 tenía una población de 448 habitantes y una densidad poblacional de 312,23 personas por km².

## Geografía
Bell City se encuentra ubicada en las coordenadas 37°1′26″N 89°49′10″O / 37.02389, -89.81944. Según la Oficina del Censo de los Estados Unidos, Bell City tiene una superficie total de 1.43 km², de la cual 1.42 km² corresponden a tierra firme y (0.72%) 0.01 km² es agua.

## Demografía
Según el censo de 2010, había 448 personas residiendo en Bell City. La densidad de población era de 312,23 hab./km². De los 448 habitantes, Bell City estaba compuesto por el 94.64% blancos, el 1.79% eran afroamericanos, el 1.34% eran amerindios, el 0% eran asiáticos, el 0% eran isleños del Pacífico, el 0% eran de otras razas y el 2.23% pertenecían a dos o más razas. Del total de la población el 0.22% eran hispanos o latinos de cualquier raza.